# Charles Throsby
Charles Throsby (1777 – 2 de abril de 1828) fue un explorador, pionero y parlamentario australiano. Sus diligencias y exploraciones permitieron abrir una gran cantidad de terreno más allá de las Montañas Azules para su colonización. Throsby fue un miembro destacado de la sociedad colonial de Nueva Gales del Sur.

## Biografía
Throsby nació en Glenfield, cerca de Leicester, Inglaterra. Viajó como cirujano a bordo del barco Coromandel, que transportaba 136 prisioneros desde Portsmouth hasta Sídney. Partieron de Portsmouth el 12 de febrero de 1802, y llegaron a Sídney el 13 de junio de ese mismo año, sin que haya muerto ningún solo convicto bajo su cuidado.
Poco después se unió al equipo médico de la colonia, y en octubre de 1802 fue designado como magistrado y cirujano interino en Castle Hill. En agosto de 1804 fue transferido a Newcastle, y en abril de 1805 fue nombrado superintendente de ese lugar. Para finales de 1808 se le entregaron 500 acres (2 km²) de tierras en Cabramatta, y al año siguiente renunció a su cargo en Newcastle. En 1811 fue empleado como agente del terrateniente más rico de la colonia, Sir John Jamison de Regentville. Poco después regresó a Inglaterra de visita.

## Exploración
En 1817, Throsby realizó exploraciones cerca de Moss Vale y el Bosque de Sutton. El 8 de marzo de 1818, junto con James Meehan, partió en búsqueda de una ruta hacia la Bahía de Jervis, y unas tres semanas después -el grupo había sido dividido en dos- la sección de Throsby llegó a Bahía de Jervis pasando por los ríos Kangaroo y Lower Shoalhaven. Al determinarque no iba a poder encontrar el camino hacia su destino deseado, no pudo decidir si continuar o regresar. Afortunadamente para él un par de aborígenes lo ayudaron a cruzar el valle a través del Paso de Meryla.
El 25 de abril de 1819 Throsby se convirtió en un pionero en la exploración de las Montañas Azules. Partió desde Cowpastures (cerca de la actual Camden, y viajando primeramente en dirección sudsudoeste, luego oeste, noroeste y nornoroeste, terminó su travesía cerca de la actual Bathurst. Macquarie indicó en un despacho que "el rico terreno por el que pasó el Sr. Throsby... será más que apropiado para soportar el aumento poblacional... por muchos años". El mismo Throsby recibió un pedazo de tierra cerca de Moss Vale en Bong Bong. Throsby realizó el viaje junto a John Rowley, dos sirvientes, y dos guías aborígenes llamados Cookoogong y Dual.
Fue puesto a cargo de la construcción de un camino a las planicies de Goulburn y en agosto de ese año dos de sus hombres llegaron al lago George. En octubre, el gobernador Macquarie visitó este distrito junto a Throsby, y mientras estaba allí Throsby y otros dos hombres realizaron incluso más exploraciones. Los detalles de este viaje se perdieron, pero es probable que Throsby pasó por lo que hoy en día es el Territorio de la Capital Australiana y que llegó hasta el río Yass. El 20 de marzo de 1821 Throsby, junto con dos acompañantes, llevó a cabo una expedición para llegar al río Murrumbidgee, luego de haber escuchado sobre su existencia de unos aborígenes. Llegando primero al río Molonglo probablemente descubrió el Murrumbidgee debajo de Tuggeranong, cerca de Pine Island a principios de 1821.

## Consejo Legislativo
En noviembre de 1824 Throsby fue uno de los 10 terratenientes y comerciantes que fueron listados por el gobernador Brisbane al Conde de Bathurst como posibles candidatos a un puesto al consejo legislativo, y cuando el consejo fue formado en diciembre de 1825 tres hombres en la lista fueron designados, entre ellos Throsby. Su reputación en la comunidad era muy buena y era dueño de más o menos 20000 acres de tierra y grandes y valiosas cantidades de ganado.

## Problemas legales y muerte
Desgraciadamente para él, aproximadamente en el año 1811 había garantizado la compra de un barco para un amigo suyo, Garnham Blaxcell, quién dejó la colonia en 1817 y murió poco después. Throsby fue el objeto de una extenso proceso judicial, y el veredicto finalmente fue emitido en su contra, obligándolo a pagar £4000. Su salud no había estado bien por ya un buen tiempo, y al deprimirse, el 2 de abril de 1828 se suicidó de un disparo.
Charles Throsby no tuvo hijos, por lo que su propiedad fue heredada por su sobrino, Charles Throsby. Había sido llamado y llegó a los Mangles el 7 de agosto de 1820. El sobrino y su familia prosperaron en la región de Moss Vale. Se casó con Elizabeth (Betsy) Broughton, una de los sobrevivientes de la Masacre de Boyd, y tuvieron muchos hijos. Throsby Park en Moss Vale fue ocupado por cinco generaciones de su familia.

## Legado
Throsby ha sido conmemorado en el nombre de la división electoral federal de Throsby, y el nombre del suburbio de Throsby en Canberra.